# Терехов Володимир Павлович
Володимир Павлович Терехов (5 вересня 1937, село Катирлез, Кримська АРСР — 30 серпня 2016, Сімферополь) — російський письменник, відповідальний секретар Кримської організації Спілки письменників України, почесний голова «Російської громади Криму». Народний депутат України 1-го скликання.

## Біографія
Народився у родині вчителів.
У 1954—1959 роках — студент Кримського сільськогосподарського інституту, агроном.
У 1959—1961 роках — агроном Кримської Садстанції смт. Гвардійське Кримської області. У 1961—1962 роках — агроном радгоспу «Виноградний» села Кольчугіно Кримської області.
З 1962 року — ґрунтознавець Кримської землевпорядної експедиції інституту «Укрземпроект» Кримської області.
Член КПРС з 1969 до 1991 року.
У 1970 році закінчив Московський літературний інститут імені Горького.
У 1970—1973 роках — редактор, завідувач редакції краєзнавчої літератури видавництва «Таврія» Кримської області.
У 1974 році став членом Спілки письменників СРСР.
З 1973 року — директор Симферопольського клубу письменників, відповідальний секретар Кримської організації Спілки письменників України.
З 1984 року — на творчій роботі. Секретар партбюро Кримської обласної письменницької організації; відповідальний секретар, член правління Кримської обласної письменницької організації.
18.03.1990 року обраний народним депутатом України, 2-й тур, 76,12 % голосів, 8 претендентів. Член Комісії ВР України у питаннях екології та раціонального природокористування.
Засновник, голова, почесний голова «Русской общины Крыма».
З 2005 року — голова Союзу російських, українських і білоруських письменників АРК. Почесний академік Кримської академії наук, академік Екологічної академії наук України. Автор 15 книг поезії, прози і публіцистики.

## Нагороди та звання
- орден Дружби (Російська Федерація) (2009)
- почесний знак «За верность долгу»
- медалі
- заслужений діяч мистецтв Автономної Республіки Крим